# Förstenat trä
Förstenat trä, även kallat förkislat trä är ett mineral gjort på kiseloxid. Ibland är ämnet jaspis, ibland kalcedon och i sällsynta fall opal.
Det är inte träet i sig som förstenats, utan varje del i trät har bytts ut. De bästa exemplaren har blivit till genom att finkornigt sediment täckt en bit trä snabbt efter att trädet dött. Därefter byts allt i trädet ut genom cirkulerande vatten som medför sediment. Detta gör att allt i trädet kan bevaras, årsringar, maskhål med mera. Men även andra saker kan tillkomma från mineralet i denna kristalliseringsprocess.
Färgen kommer från olika mineral. Den svarta färgen kommer från kol eller magnesiumoxid. Grön och blå kommer från kobolt, krom eller koppar. Silikat ger en vit eller grå färg. Järnoxid färgar rött, brunt eller gult. Och slutligen magnesium färgar rosa eller orange.
Förekomst:

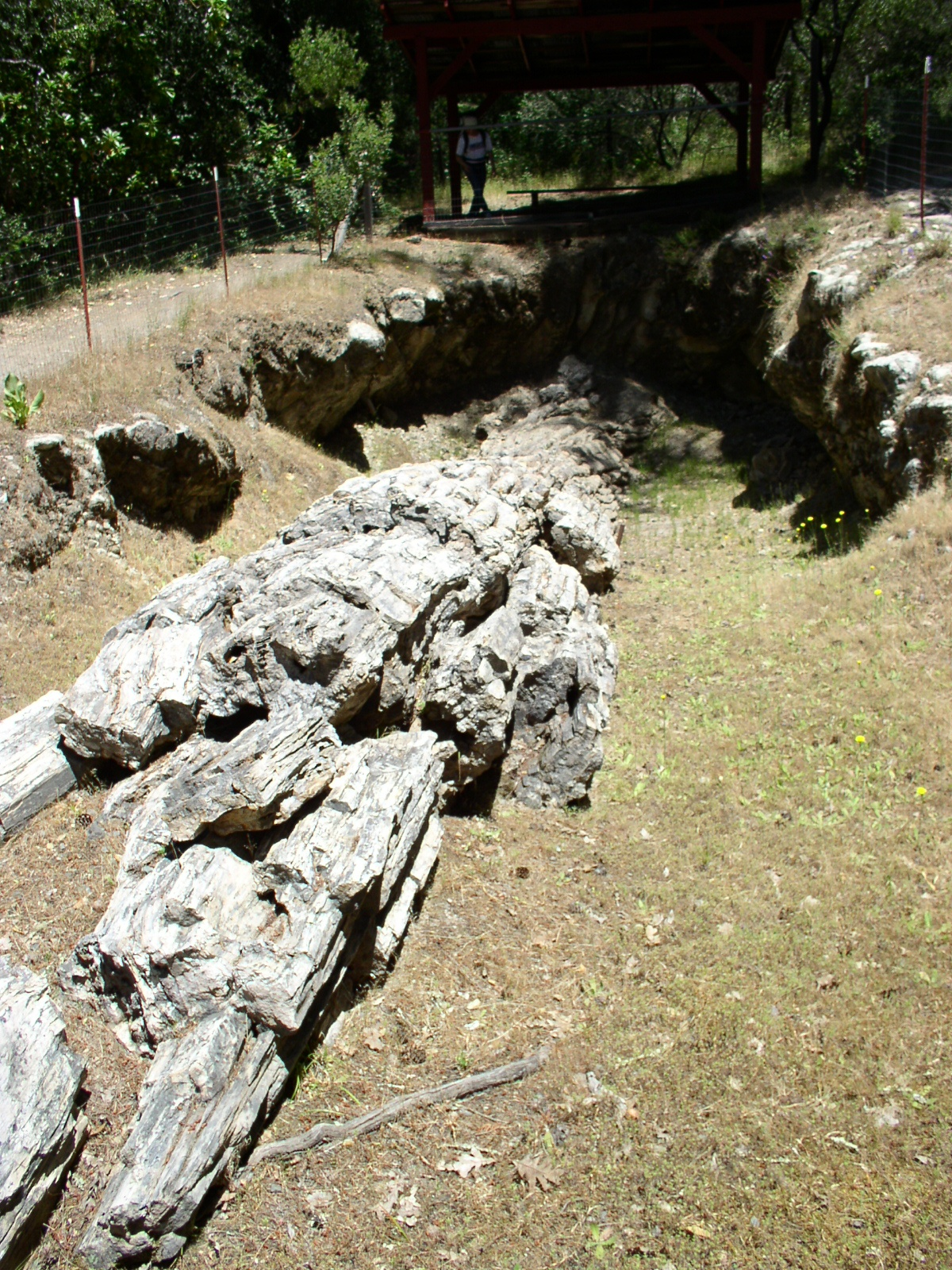
Ett förstenat träd från Kalifornien

- Australien - Har stora bestånd av förstenat och opalisterat trä.
- Argentina - Anses ha en av världens främsta "skogar" med förstenat trä. Provinsen Santa Cruz som ligger i Patagonien har många träd som mäter upp till 3 meter i diameter och 30 meter i längd, vilket är större än de i USA
- Egypten - Har fina kvaliteter av förstenat trä. Återfinns vid Jel Moka Ham i Kairo.
- Grekland - Förstenade skogen på Lesbos, vid den västra delen av ön Lesbos finns en stor förstenad skog. Den mäter upp till 150 km² och blev nationalpark 1985. Man kan hitta träd kompletta med rotsystem.
- Kanada - Har en av världens största förstenade skogar. Den ligger på Axel Heibergön i Nunavut. Även i södra Albertas badlands finns betydande bestånd. Förstenat trä är Albertas provinssten.
- Tjeckien, Nová Paka - De mest kända Perm-Karbon-stenar i Tjeckien.
- USA -  Holbrook i Arizona har en av världens mest berömda förstenade skogar. Härifrån kommer stora träd från Araucária-släktet. Stammar fördes dit av vatten för runt 200 miljoner år sedan från flera håll. Dessa täcktes av sediment och blev till sten. Är "landskapssten" i delstaten Washington.

Förstenat trä används som prydnadssten, det slipas till askfat, bokstöd, brevpressar med mera.